# 日本生態学会
一般社団法人日本生態学会（にほんせいたいがっかい、英称：Ecological Society of Japan、ESJ）は、1953年に設立された、生態学の学会。
生態学に関する学術誌や刊行物を発行する他、学術講演会を年1回開催している。また環境保護の立場から、日本の侵略的外来種ワースト100を制定したり、行政事業等への要望書を提出するなど、活動は多岐にわたる。

## 歴史
- 1953年 創立。
- 1990年 横浜で大会開催。INTECOL同時開催。
- 2001年 「Ecological Research Award」を創設。
- 2003年 保全生態学研究会で発行していた「保全生態学研究」の発行権を日本生態学会に委譲。同研究会が発行していた「保全生態学研究」が第2和文誌となる。
- 2003年 「日本生態学会賞」を創設。
- 2006年 新潟大会開催。EAFES同時開催。
- 2008年 「日本生態学会大島賞」を創設。
- 2010年 保全生態学研究会解散。
- 2012年 大津大会開催ESJ59。EAFES5同時開催。

## 歴代会長
- 吉井義次（1960年2月 - 1960年7月）
- 宮地伝三郎（1960年8月 - 1971年11月）
- 加藤陸奥雄（1971年12月 - 1976年2月）
- 沼田眞（1976年3月 - 1979年12月）
- 吉良竜夫（1980年1月 - 1984年2月）
- 宝月欣二（1984年3月 - 1988年3月）
- 川那部浩哉（1988年4月 - 1992年3月）
- 大島康行（1992年4月 - 1995年12月）
- 川那部浩哉（1996年1月 - 1997年12月）
- 小野勇一（1998年1月 - 1999年12月）
- 田川日出夫（2000年1月 - 2001年12月）
- 巌佐庸（2002年1月 - 2003年12月）
- 鷲谷いづみ（2004年1月 - 2005年12月）
- 菊沢喜八郎（2006年1月 - 2007年12月）
- 矢原徹一（2008年1月 - 2010年12月）
- 松田裕之（2011年1月 - ）
- 齊藤隆（2014年1月 - ）

## 主な催事
- 日本生態学会大会（毎年3月頃）

## 主な出版物
- 日本生態学会誌（機関誌）　2・7・11月発行
- Ecological Research（英文機関誌）　奇数月発行
- 保全生態学研究（第2和文誌）　5・11月発行
- 『生態学入門』（東京化学同人）
- 『外来種ハンドブック』（地人書館）
- 『生態学事典』（共立出版、日本生態学会50周年記念出版）
- 『エコロジー講座』シリーズ（文一総合出版、大会公開講演会資料）